# 世界邏輯日
世界邏輯日（英語：World Logic Day）是聯合國教科文組織與國際哲學和人文研究理事會（CIPSH）於2019年11月宣布的一個國際日，於每年1月14日慶祝。在教科文組織宣布之前，它於2019年1月14日首次舉行慶祝活動。世界邏輯日意在讓跨學科科學界和更廣泛的公眾注意到邏輯的知識歷史、概念意義和實際影響。

## 日期
1月14日為奧地利邏輯學家庫爾特·哥德爾的逝世日期，也是波蘭裔美國邏輯學家阿爾弗雷德·塔斯基的誕辰。

## 宣布
2019年年中，向教科文組織執行局提出宣布世界邏輯日的建議。2019年10月，教科文組織執行局第207屆會議討論並通過，並向教科文組織第40屆大會提出。2019年11月26日，第40屆大會宣布1月14日為世界邏輯日，由CIPSH協調。

## 慶祝
通用邏輯協會（Logica Universalis Association）是一個與哲養·北炯密切相關的促進邏輯學的非正式元協會，通過鼓勵全世界的邏輯學家在2019年1月14日組織獨立的活動來促進2019年世界邏輯日的慶祝活動，並在33個國家組織了大約60場這樣的活動。這個非正式的第一個世界邏輯日的成功構成了2019年11月教科文組織第40屆大會審議的一部分，導致教科文組織正式宣布。
在教科文組織宣布後的第一個世界邏輯日，教科文組織總幹事奧德蕾·阿祖萊發表了一份聲明，強調了邏輯的重要性：
在二十一世紀——事實上，現在比以往任何時候都更需要——邏輯學科是一門特別及時的學科，對我們的社會和經濟完全至關重要。例如，計算機科學、資訊和通信技術都植根於邏輯和算法推理。
2020年，世界邏輯日在35個國家舉行了大約60場活動，以慶祝這一節日。